# Châtillon-sur-Broué
Châtillon-sur-Broué ist eine französische Gemeinde im Département Marne in der Region Grand Est. Sie hat eine Fläche von 6,64 km² und 85 Einwohner (2022). 

## Geografie
Die Gemeinde liegt 25 Kilometer südöstlich von Vitry-le-François. Im Norden reicht das Gemeindegebiet von Châtillon-sur-Broué bis auf 50 Meter an das Ufer des Lac du Der-Chantecoq, Frankreichs größtem Stausee, heran. Im Süden grenzt die Gemeinde an das Département Haute-Marne|. Umgeben wird Châtillon-sur-Broué Nachbargemeinden Giffaumont-Champaubert im Nordosten und Osten, Droyes im Süden sowie Outines im Westen und Nordwesten.

## Bevölkerungsentwicklung
| Jahr                       | 1962 | 1968 | 1975 | 1982 | 1990 | 1999 | 2006 | 2012 | 2018 |
| -------------------------- | ---- | ---- | ---- | ---- | ---- | ---- | ---- | ---- | ---- |
| Einwohner                  | 58   | 57   | 43   | 53   | 53   | 60   | 61   | 68   | 77   |
| Quellen: Cassini und INSEE |      |      |      |      |      |      |      |      |      |

## Sehenswürdigkeiten
- Fachwerkkirche Notre-Dame aus dem 16. Jahrhundert